# لي خا فيو
لي خا فيو (1931 - 2020)، هو سياسي فيتنامي شغل منصب الأمين العام للحزب الشيوعي الفيتنامي خلال الفترة من 1997 إلى 2001.
ولد يوم 27 ديسمبر 1931 في وسط محافظة تان هوا، ودخل الجيش الفيتنامي عام 1946 عندما بدأ الفرنسيون في إعادة تأسيس الحكم الاستعماري بعد الحرب العالمية الثانية. وشغل خلال حياته العسكرية التي استمرت حتى عام 1992، عدة رتب بما في ذلك ترقيته ليصبح كولونيل جنرال ثم ترأس القسم السياسي في الجيش. وفي عام 1991 في خريف سنوات خدمته العسكرية، تم انتخابه ليصبح عضوا في اللجنة المركزية للحزب، قبل أن ينضم أخيرا إلى الأمانة العامة المسؤولة عن إدارة الشؤون الإدارية للحزب الشيوعي الفيتنامي عام 1992. وانضم إلى المكتب السياسي الفيتنامي، هيئة اتخاذ القرار النافذة في البلاد والتي ترأس الحكومة، في عام 1994، قبل أن يتم انتخابه أمينًا عاما للحزب في عام 1997.

## وفاته
توفى في الساعات الأولى من صباح يوم الجمعة 7 أغسطس 2020 في العاصمة هانوي، بعد إصابته بمرض مزمن طويل الأمد.